# Valdivia (Antioquia)
Valdivia is een gemeente in het Colombiaanse departement Antioquia. De gemeente telt 16.489 inwoners (2005).